# Slaget om England
Slaget om England (engelsk: Battle of Britain) blev udkæmpet som luftslag mellem 10. juli og 31. oktober 1940 og mellem det tyske Luftwaffe og det britiske Royal Air Force. Hovedmålet med den tyske luftoffensiv var at vinde luftherredømmet over England, så Operation Seelöwe, tyskernes invasion af England, kunne sættes i gang. Det sekundære mål var at ødelægge landets flyproduktion og dermed true nationen til neutralitet eller overgivelse.
Ifølge britiske historikere foregik slaget om England mellem 10. juli og 31. oktober 1940, mens tyske kilder siger fra midt-august 1940 til maj 1941, hvor de tyske bombemaskiner blev trukket tilbage som forberedelse til angrebet på Rusland.
Slaget om England var det første store slag, som udelukkende blev udkæmpet i luften. Det var den største og længstvarende bombekampagne verden havde set, og reelt første gang teorierne omkring strategisk bombning blev afprøvet.

## Baggrund
Efter den britiske evakuering fra Dunkirk og den franske kapitulation i juni 1940 gik krigen ind i den fase, hvor der ikke foregik kampe på landjorden. Hitler mente, at krigen i vest var ovre, og at briterne, nu hvor de var blevet slået på kontinentet, ville indse det. Men selv om der i Storbritannien var fortalere for at påbegynde fredsforhandlinger med Tyskland, ville premierminister Winston Churchill det anderledes. Hans inspirerende taler forberedte befolkningen på en lang krig. I en tale i det britiske underhus, 18. juni 1940 sagde han: "Det, General Weygand kaldte "slaget om Frankrig", er ovre, slaget om England er ved at begynde."
I et forsøg på at afslutte krigen i vest gav Hitler den 16. juli ordre til at planlægge en invasion af Storbritannien. Han håbede, at alene truslen om invasion og de synlige forberedelser til den kunne skræmme Storbritannien til forhandlingsbordet. Invasionsplanerne, med kodeordet Operation Seelöwe, blev forberedt af den tyske værnemagts overkommando. Planen var at invasionen skulle finde sted midt i september 1940. Planen indebar amfibieangreb på Storbritanniens sydkyst kombineret med landsætning af faldskærmstropper. Alle forberedelser skulle være afsluttet midt i august.
Invasionsplanen var yderst mangelfuld. Den led under stor mangel på ressourcer, specielt skibstransport, og uenighed mellem den tyske hær og flåde. Med den mægtige britiske marine (Royal Navy) mindre end en dags sejlads fra den Engelske kanal, er det i bagklogskabens lys svært at forestille sig, at invasionen skulle være blevet en succes. De tyske værn var enige om en ting: planen ville kun virke, hvis Luftwaffe kunne erobre luftherredømmet. Med kontrol over luftrummet kunne de slå Royal Navy og tvinge de britiske forsvarsstyrker til overgivelse.
Den første opgave var derfor at ødelægge RAF. Planen var at angribe flyfabrikker og RAFs baser. Den øverstkommanderende for Luftwaffe, rigsmarskal Hermann Göring, kaldte planen Adlerangriff (ørneangreb). Det skulle foregå 11. august, Adlertag (ørnedagen).
Måneden op til Adlertag angreb Luftwaffe konvojerne i den Engelske kanal. Tyskerne brugte disse angreb til at teste det britiske luftforsvar, og lokke deres jagerfly i kamp.

## Luftwaffes strategi
Den tyske strategi var påvirket af teorierne om strategisk bombning (angreb rettet mod et lands produktionsanlæg og befolkning). Efter den spanske borgerkrig gik de over til en mere taktisk strategi (angreb på militære mål, som del i et felttog). I felttogene mod Polen og Frankrig opererede Luftwaffe sammen med den tyske hær, hvilket muliggjorde lynhurtige fremstød mod fjenden: Blitzkrieg eller lynkrig. Under Slaget om England opererede Luftwaffe alene, ikke som støtte for en fremstormende hær, men som et afgørende våben i sig selv. Tyskerne havde stadig stor tiltro til strategisk bombning, og Göring så slaget som en mulighed for at vise hvad hans luftvåben duede til.
Efter slaget om Frankrig blev Luftwaffe grupperet i tre luftflåder, eller Luftflotten. Luftflotte 2 under kommando af Generalfeldmarschall Albert Kesselring havde ansvaret for bombning af det sydøstlige England samt London. Luftflotte 3 under kommando af Generalfeldmarschall Hugo Sperrle havde ansvaret for Midlands, samt den vestlige og nordvestlige del af landet. Luftflotte 5 under kommando af Generaloberst Hans-Jürgen Stumpff fra hans hovedkvarter i Norge, havde ansvaret for det nordlige England og Skotland. Som felttoget skred frem, skiftede ansvarsområderne, så Luftflotte 3 tog ansvar for de natlige angreb, mens Luftflotte 2 fik hovedansvaret for de øvrige angreb. Mod slutningen deltog den italienske ekspeditionsstyrke, Corpo Aero Italiano, i slaget.
Oprindeligt havde Luftwaffe regnet med at bruge fire dage på at sætte RAFs Fighter Command ud af spillet i Sydengland. Derefter fire ugers bombeangreb, som skulle ødelægge landets flyfabrikker og sætte resten af landet ud af spillet. Planen var først at angribe flyvepladserne nær kysten og gradvis bevæge sig længere ind i landet, mod London og den ring af sektorflyvepladser, som forsvarede den.
I det store hele holdt Luftwaffe sig til planen, men blandt de øverstkommanderende var der uenighed om strategien. Hugo Sperrle, Luftflotte 3, ville ødelægge luftforsvaret og dets infrastruktur. Albert Kesselring, Luftflotte 2, ville angribe London for enten at bombe den britiske regering til overgivelse eller lokke RAFs jagerfly op til et afgørende slag. Göring var mere optaget af at bevare sin magtbase i Luftwaffe end af at sætte sig igennem over for sine officerer og gennemtrumfe den valgte strategi. Samtidig hang han som jagerpilot under 1. verdenskrig fast i en forældet opfattelse af luftkamp. Det førte til taktiske og strategiske fejl.
Luftwaffe led også under mangelfulde informationer fra de tyske efterretningstjenester. Efterretningstjenesterne var fraktionerede og prægede af rivalisering mellem afdelingerne. De havde ingen eller kun få agenter i Storbritannien i 1940. Det gjorde at Luftwaffe stort set intet kendte til RAF's luftforsvar, dets struktur og virkemåde. De få gode efterretninger, de havde om en Fighter Commands styrke, blev ignoreret, da de ikke passede med Luftwaffes ideer.
Under det meste af slaget måtte Luftwaffe derfor operere uden at kende fjendens styrke og placering. Resultatet af bombninger og luftkampe blev rutinemæssigt overdrevet, og Luftwaffes ledelse kom derfor længere og længere væk fra virkeligheden. Den mente flere gange at have nedkæmpet Fighter Command kun for at finde ud af, at det alligevel ikke var tilfældet. Denne mangel på solide efterretninger og konsistent ledelse gjorde, at Luftwaffe ikke fulgte en sammenhængende strategi, selv da RAF havde ryggen mod muren.

## Dowdingsystemet
Slaget om England gjorde jagerfly som Spitfire og Hurricane berømte, men hjørnestenen i det britiske forsvar var et avanceret kontrol- og varslingssystem, Dowdingsystemet opkaldt efter sin ophavsmand, Air Chief Marshal Sir Hugh Dowding, øverstkommanderende for Fighter Command.
Systemet var bygget op af flere trin, som understøttede hinanden:
1. Radarstationer langs kysten (kodenavn – Chain home) som skulle opdage angribende fly, allerede når de gik på vingerne i Frankrig.
2. Observatørkorpset, som fra observationsposter på landjorden fulgte de angribende fly visuelt, når de havde krydset kæden af radarstationer.
3. Opsamlingsstationer, som sorterede oplysninger fra radarstationer og observationsposter, og sendte dem videre til Fighter Commands hovedkvarter i Stanmore.
4. Informationer om angribende fly blev med træmarkører/klodser plottet på store kortborde, så man kunne følge, hvor fjendens styrker var. Kontrolofficerer hos RAF (Fighter Controllers) kunne så give en eller flere eskadriller ordre til at gå på vingerne for at møde fjenden.

Storbritanniens luftrum var opdelt i grupper:
- Gruppe 10 forsvarede Wales og den vestlige del af landet, under kommando af Air Vice-Marshal Sir Christopher Quintin Brand.
- Gruppe 11 dækkede det sydvestlige England og den kritiske indflyvning til London, under kommando af Air Vice-Marshal Keith Park.
- Gruppe 12 forsvarede Midlands og East Anglia, under kommando af Air Vice-Marshal Trafford Leigh.
- Gruppe 13 havde ansvaret for det nordlige England, Skotland og Nordirland, under kommando af Air Vice-Marshal Richard Saul.

De enkelte grupper var underinddelt i sektorer, som hver havde kommandoen for 2 – 4 eskadriller. Hjertet i hver sektor var sektorstationer, som ud over flyvepladsen også bestod af en kommandostation. Hver sektorstation havde desuden en række mindre flyvepladser tilknyttet. Meldinger om angreb blev sendt ned gennem systemet fra det enkelte gruppehovedkvarter til de relevante sektorstationer, med besked om at sende deres eskadriller på vingerne. Når en eskadrille var kommet på vingerne, ville den via radio blive dirigeret fra sin sektorstation. Eskadrillen kunne blive bedt om at patruljere nær flyvepladser og andre potentielle mål, eller blive sendt af sted for at afskære et indkommende angreb.
Selv om Dowdingsystemet var sin tids mest sofistikerede luftforsvar, havde det sine begrænsninger. Radarstationerne led under mange fejl, og observatørkorpset havde svært ved at følge de angribende fly om natten og i dårligt vejr. Radiokommunikationen med jagerflyene var også begrænset, da RAFs HF-radioer havde en tendens til at indsamle radiostøj langvejs fra. Selv med relæstationer til at forstærke signalet, rakte det ikke længere end et par sektorer. Hver eskadrille havde sin egen frekvens, så de kunne ikke kommunikere med andre eskadriller. Endelig kunne systemet ikke holde styr på egne fly (HF/DF, eller "Huff-Duff") og maksimalt håndtere fire eskadriller i hver sektor.
Til trods for dette var Fighter Command meget effektiv, når det gjaldt om at afskære angreb. I perioder blev over 80% af alle angreb opsnappet. Radioproblemerne blev løst senere i felttoget, da man gik over til VHF-radioer, som havde en kortere rækkevidde og mulighed for at bruge flere frekvenser. RAF havde med Dowdingsystemet et værktøj der gjorde det muligt for jagerflyene at være, hvor der var behov for dem. Luftwaffe havde ikke et tilsvarende system, og var derfor altid et skridt bagefter.

## Luftwaffes taktik
Luftwaffe benyttede en meget varieret taktik for at finde vej gennem RAF's forsvar. Det sendte bølger af jagere af sted for at opsøge RAF's jagere, den såkaldte Freie Jagd, "Fri jagt" (da jagerflyene ikke havde eskorteopgaver). Det lykkedes ofte RAF-officerer på jorden (Fighter Controllers) at skelne disse fly fra bombeeskadrillerne, og de kunne derfor dirigere de britiske jagerfly udenom dem. Luftwaffe forsøgte også at bruge små formationer af bombefly som lokkemad, men med en stor eskorte af jagerfly i baghånden. Det lykkedes oftere, men da jagerflyene måtte holde samme fart som de langsommere bombefly, blev de også mere udsatte. Det kunne også ses i tabstallene, de var altid højest for eskorteenhederne.
Den oprindelige taktik blev snart en blanding af mange teknikker. Jagerfly på fri jagt blev sendt ud foran bombeflyene, for at trække de britiske jagere væk. Bombeflyene angreb fra højder mellem 10.000 og 16.000 fod, til tider med jagereskorte. Samtidig ville en anden eskorte holde øje fra oven.
Luftwaffes taktik var påvirket af de jagerfly, de havde til rådighed, Messerschmitt Bf 109 (enmotoret) og Messerschmitt Bf 110 (tomotoret). Me 110 viste sig snart for sårbar over for de adrætte Spitfires, og det blev nødvendigt at give dem eskorte. De blev derfor gradvis trukket ud af felttoget. Tilbage var Me 109-eskadrillerne, som ikke fik det nemmere af at bombeeskadrillerne krævede tættere eskorte for at være bedre beskyttet mod RAF. Göring lyttede til dem og gav efter de hårde kampe 15. og 18. august ordre til, at jagerne skulle eskortere bombeflyene tæt. Det bandt langt flere Me 109ere til de langsommere bombemaskiner, og selv om beskyttelsen blev øget, steg tabene blandt jagereskadrillerne.

## RAF's taktik
Gruppe 11 trak det største læs i slaget. Keith Parks taktik var at sende eskadrillerne op for individuelt at afskære de angribende fly. Ideen var, at fjenden skulle udsættes for uafbrudte angreb af små jagergrupper, så de opgav at holde formationen. Når først formationen var faldet fra hinanden, skulle de enlige bombefly angribes et ad gangen. Når flere eskadriller deltog i samme slag, var taktikken at lade de langsommere Hurricanes tage sig af bombemaskinerne, mens de mere adrætte Spitfires tog sig af jagereskorten. Taktikken holdt ikke altid, og det skete også, at de to flytyper byttede roller.
I den tidlige fase af slaget var RAF hæmmet af forældede taktikker. De fløj i tætte formationer med tre fly i hver (kaldet vics) og angreb "efter bogen". De tyske piloter døbte hurtigt disse formationer "Idiotenreihen" ("idiotrækker"), fordi det gjorde eskadrillerne meget sårbare for angreb. De tyske piloter benyttede den løsere og mere fleksible firefingers formation, som var udviklet under den Spanske borgerkrig. Efter et stykke tid gik RAF over til at anvende samme formation.
RAF forsøgte gennem hele slaget at minimere tab blandt jagereskadrillerne. De forsøgte at undgå de tyske jagereskadriller, som strejfede rundt uden bombemaskiner og i stedet bruge ressourcerne på at nedskyde bombemaskinerne. De gav også deres piloter ordre til at lade, som om de var blevet skudt ned, hvis de kom op mod overvældende modstand. Piloten skulle sætte sin maskine i spin og først rette op i sidste øjeblik. I kampens hede havde de tyske piloter ikke tid til at følge en "nedskudt" modstander hele vejen ned, da de så selv ville risikere at blive skudt ned. På grund af denne taktik havde Luftwaffe ifølge egne meldinger skudt dobbelt så mange piloter ned, som der var i RAF.
Under slaget foreslog flere officerer især Leigh-Mallory fra 12. gruppe, at eskadrillerne skulle samles i store formationer (Big Wings) og angribe fjenden en masse. Fortalerne for denne taktik mente, at det ville give fjenden større tab, samtidig med at man kunne reducere egne tab. Modstanderne sagde, at det tog for lang tid at samle flyene i de store formationer, og at man risikerede at blive fanget på jorden under tankning, hvis alle flyene skulle op samtidig. Analyser efter krigen har vist, at Dowding og Parks taktik var det bedste valg for 11. gruppe, men den store uenighed om det kom til at påvirke deres karriere efter slaget. Dowding forlod senere posten som øverstkommanderende for Fighter Command.

## Slagets faser
Slaget om England kan inddeles i 4 faser:
- 10. juli-11. august: Kanalkampf, slagene ved den Engelske kanal.
- 12. august-23. august: Adlerangriff, de tidlige angreb mod flyvepladser nær kysten.
- 24. august-6. september: Luftwaffe angriber RAF flyvepladser i stor stil. Den kritiske fase af slaget.
- 7. september og fremefter: Dagangrebene drejes mod London.

### Kanalkampf
Kanalkampf bestod af en række luftkampe over de fragtkonvojer som sejlede gennem den Engelske kanal. Da de tyske bombemaskiner her havde mulighed for at få massiv jagereskorte (jagerflyenes baser lå ikke langt fra kanalen), gav det dem en stor fordel overfor de britiske jagerpatruljer. På et tidspunkt var der sænket så mange skibe, at det britiske admiralitet standsede alle konvojer gennem kanalen. Disse tidlige træfninger gav begge sider værdifulde erfaringer, og det stod hurtigt klart, at fly som RAFs Boulton Paul Defiant og Luftwaffes Me 110 ikke kunne klare sig i de intense luftkampe, som kom til at kendetegne slaget om England.

### Adlerangriff
Dårligt vejr udskød Adlertag til 13. august, men 12. august gjorde Luftwaffe første forsøg på at sætte den engelske radar, det såkaldte Dowding system ud af spillet. Fly fra jagerbomber enheden Erprobungsgruppe 210 angreb fire radarstationer. Tre af disse var kortvarigt sat ud af spillet, men var operationelle igen indenfor 6 timer. Disse angreb viste at det var svært at sætte det britiske radarsystem ud af spillet i længere tid ad gangen. Det lykkedes ikke Luftwaffe at ramme de samme radarstationer flere gange i træk, hvilket gjorde det muligt for RAF at få dem på benene igen hurtigt.
Adlertag begyndte med angreb på en række fremskudte flyvepladser nær kysten. I løbet af ugen gik angrebene længere og længere ind i landet, og flere angreb blev sat ind mod kæden af radarstationer. Den 15. august fløj Luftwaffe flere angreb end nogen anden dag i hele Slaget om England (dagen blev kaldt "den største dag", "The greatest day"). Samme dag angreb Luftflotte 5 det nordlige England. Tyskerne troede at RAF havde koncentreret sine styrker i syd og fik derfor store tab, da de mødte hård modstand i nord. Bombemaskinerne havde kun sparsom eskorte og var lette mål.
Den 18. august blev kaldt "Den hårdeste dag" ("The Hardest Day"), da det var dagen med de største tab på begge sider i slaget. Efter de opslidende kampe den 18., lagde dårligt vejr en dæmper på kamphandlingerne en uges tid. Det gav Luftwaffe mulighed for at evaluere deres resultater. Et direkte resultat var, at dykbomberen, Ju 87 Stuka, blev taget ud af kampagnen. Stukaen var veteran fra lynkrigen i Europa, men viste sig alt for sårbar over for de britiske jagere. Det fjernede Luftwaffes primære præcisionsvåben og lagde byrden på den allerede overanstrengte Erprobungsgruppe 210. Også Me 110 jageren havde vist sig for skrøbelig overfor enmotorede jagerfly, og dens indsats blev derfor neddroslet.
Göring indstillede den frie jagt på britiske jagerfly. Endelig gav han ordre til at indstille angrebene på radarstationer. Angrebene blev opfattet som ineffektive, og hverken Göring eller hans stab indså, hvor vigtig kæden af radarstationer var for det britiske forsvar. De vidste godt, at de kunne give forvarsel om angreb, men de tyske jagerpiloter hældede til den opfattelse, at alt hvad der kunne lokke de britiske jagere i kamp var godt.

### Angreb på flyvepladserne
Fra den 24. august koncentrerede Luftwaffe sig om at udslette den britiske jagerstyrke (Fighter Command) og angreb gentagne gange dens flyvepladser. I de næste to uger gik 24 af 33 større angreb ud over RAF's flyvepladser. Sektorstationerne blev angrebet flere gange: Biggin Hill og Hornchurch blev angrebet fire gange, Gravesend, Rochford, Hawkinge og Manston blev også udsat for kraftige angreb. Flyvepladsen i Eastchurch blev angrebet ikke mindre end syv gange, da tyskerne fejlagtigt troede den blev anvendt af Fighter Command. Disse angreb satte flere gange de vigtige sektorstationer ud af spillet, hvilket truede hele luftforsvarssystemet (Dowding systemet). Alt blev sat ind for at holde sektorerne operationelle.
Situationen var ved at være desperat for RAF. Tabstallene i luften var høje, og selv om flyproduktionen godt kunne følge med, var det et problem at få piloter nok til at erstatte de faldne. Uerfarne piloter blev skudt ned i hobetal. De nye piloter havde typisk kun ni timers flyvning bag sig og ingen kamptræning endsige erfaring. I denne alvorlige stund kom RAF's multinationale struktur dem til hjælp. Der var allerede piloter fra Australien, Sydafrika, New Zealand og Canada i RAF, og de fik følgeskab af tjekkiske og polske enheder. Desuden deltog der piloter fra de Frie franske styrker, fra Belgien og en enkelt fra Palæstina.
På trods af den alvorlige situation havde RAF en vigtig fordel frem for Luftwaffe. De kæmpede over eget territorium. Nedskudte piloter, der nåede at kaste sig ud med faldskærm, kunne være ved deres enhed inden for få timer. For en tysk pilot betød den samme situation ofte, at han blev taget til fange eller druknede i den Engelske kanal. Det gik ud over moralen blandt piloterne, og en del af dem begyndte at lide af kanalkrankheit eller kanalsyge (en form for kamptræthed/krigsneurose). Oven på det, havde Luftwaffe også store problemer med at erstatte de faldne piloter.
Alligevel var Luftwaffe ved at vinde slaget om flyvepladserne. Et par ugers angreb endnu, og RAF ville måske have været tvunget til at trække sine enheder væk fra det sydlige England. Dette indså tyskerne aldrig. De kunne ikke forstå at RAF ikke for længst var faldet, og hvordan det fortsat lykkedes dem at have jagerfly på vingerne, når der var brug for dem. Noget måtte gøres for at tvinge RAF til en afgørende styrkeprøve.
Den 4. september gav Hitler ordre til at bombe London. Det skete som hævn for RAF's angreb på Berlin 25. og 26. august (Luftwaffe havde inden ved et uheld bombet London). Angrebet på Berlin sårede Görings stolthed, da han tidligere havde proklameret, at han aldrig ville tillade briterne at bombe byen. " I må kalde mig Meyer!"
Kesselring benyttede lejligheden til at foreslå at ændre strategi. Det lykkedes Kesselring at overtale Göring til at angribe London. Angrebene ville, mente han, enten skabe panik i den britiske befolkning og tvinge dem til overgivelse, eller lokke de "sidste 50 Spitfires" i luften, hvor de ville blive udslettet. Angrebet blev ikke længere set som en forløber for invasionen, men som en direkte afgørelse på krigen.

### Angreb på London
Den 7. september blev det første store luftangreb på London sat ind. Målet var dokområdet i East End. De næste dage stod på massive angreb, nogle fortsat mod dokområdet, men andre mod helt tilfældige mål. RAF gik i luften, men i langt større antal end Luftwaffe havde forventet. For første gang blev 12. gruppes "Big Wing" sat ind. Det satte en skræk i livet på de tyske piloter. Angrebene på London fortsatte, men da angrebene på flyvepladserne samtidig var holdt op, gav det RAF et tiltrængt pusterum. Det var vendepunktet i Slaget om England.
Tysklands nye strategi med at bombe de britiske byer havde det klare mål at knække den britiske civilbefolknings moral, som jo var vital for Storbritanniens videre krigsførelse. Tyskerne var overbeviste om, at deres bombekampagne ville knække briternes moral og dermed tvinge dem ud af krigen, men der tog de fejl. Den britiske civilbefolkning var utrolig svær at kue og nedbryde psykisk, og den holdt modet oppe i selv nogle af de værste tyske bombeangreb mod britiske byer. Et godt bevis på det er et citat af en britisk bartender fra London under den indledende fase af Slaget om England: "I det mindste er vi i finalen, og den skal spilles på vores hjemmebane!"
Det, der i særlig grad forværrede Luftwaffes situation efter angrebet på London, var den større afstand til målet. De tyske Me 109 jagere havde begrænset brændstofkapacitet og havde derfor kun benzin nok til 10 minutters flyvning over byen, før de måtte vende om. Det efterlod mange bombemaskiner helt uden jagereskorte.
Både RAF og Luftwaffe overdrev antallet af nedskydninger under slaget. Generelt var tallene 2 – 3 gange for høje. Analyser efter krigen har opgjort at RAF mistede 1.023 jagerfly, og Luftwaffe 1.887 fly, deraf 873 jagerfly, under slaget.
 Polske piloter stod for 201 af disse nedskydninger. Derudover mistede briterne 376 fly fra Bomber Command og 148 fra Coastal Command, der udførte vitale bombe-, minerings- og rekognosceringsoperationer for landet.

## Efterspil
Slaget om England var en vigtig sejr for Storbritannien. Selv om slaget var lille set i forhold til tabstal og involveret mandskab, ville krigen se meget anderledes ud, hvis tyskerne havde vundet slaget. Den britiske sejr var det første nederlag for Hitlers krigsmaskine og var med til at ændre USA's holdning til krigen. Før slaget mente mange amerikanere som deres ambassadør i London Joseph Kennedy, at Storbritannien ikke ville overleve de tyske angreb. Roosevelt ønskede dog en anden mening om sagen og sendte den senere chef for OSS William Joseph Donovan til England for at vurdere situationen. Han mente, at England ville overleve og skulle støttes så meget som muligt.
Historikere har efter krigen påpeget at Luftwaffe ikke kunne vinde slaget, da deres styrkemæssige overtal simpelthen ikke var stort nok. Dowding og Parks strategi med at vælge, hvornår de satte deres jagere ind mod fjenden, viste sig at være helt rigtig. Nogle historikere mener også, at den britiske flåde ville være nok til at holde tyskerne fra at invadere. Selv hvis Luftwaffe havde fået overmagt i luften, havde tyskerne begrænsede muligheder for at kæmpe mod den britiske flåde. Nogle mener dog at den britiske flåde ville være sårbar over for luftangreb som dem Prince of Wales og Repulse blev udsat for i december 1941. På det tidspunkt havde tyskerne, modsat japanerne, ikke bomber, der kunne bryde igennem panseret på britiske krydsere og slagskibe.
Teorierne omkring strategisk bombning, specielt at ødelægge befolkningens kampgejst, blev gjort til skamme under blitzen. Da tyskerne gik over til terrorbombning, fik RAF mulighed for at omgruppere for bedre at kunne forsvare sig. Selv hvis tyskerne havde fortsat deres angreb på 11. gruppes flyvepladser, kunne briterne have trukket jagerne tilbage til Midlands og fortsat slaget derfra. Opgørelser efter krigen viser, at briterne kunne erstatte tabte jagerfly hurtigere end tyskerne. Det betød at RAF opretholdt sin styrke, mens Luftwaffes faldt. Tabene af fly og erfarne flymandskaber var noget, Luftwaffe aldrig kom helt over.
Sejren var ikke uden omkostninger. De civile tab for briterne var 23.002 døde og 32.138 sårede. I et enkelt angreb, 29. december, blev mere end 3.000 civile dræbt.
Winston Churchill gjorde status over slaget og RAF's indsats med de udødelige ord: "Never in the field of human conflict was so much owed by so many to so few", "Aldrig før i krigshistorien har så mange haft så få at takke for så meget" (tale i det britiske underhus 20. august 1940. De piloter som kæmpede i slaget om England er lige siden blevet omtalt som De få.
15. september festligholdes hvert år i Storbritannien som "Battle of Britain Day" (Slaget om England dagen).
Slaget om England huskes med lige så megen stolthed som Slaget ved Waterloo og Slaget ved Agincourt. Vigtigst af alt gav sejren Storbritannien mulighed for at genopbygge sine styrker og etablere sig som en allieret fæstning i Europa. Invasionen af Normandiet (D-dagen) udgik i 1944 fra England.

### Bøger
- A Question of Honor. The Kosciuszko Squadron: Forgotten Heroes of World War II, Lynne Olson & Stanley Cloud. (Knopf, 2003)
- Battle of Britain, Len Deighton, Max Hastings (Jonathan Cape, 1980) ISBN 0-224-01826-4
- Battle of Britain Day, Alfred Price (Sidgewick and Jackson, 1990)
- Britain's Shield: Radar and the Defeat of the Luftwaffe, David Zimmerman (Sutton Publishing, 2001)
- Eagle Day, Richard Collier (Hodder and Stoughton, 1966)
- Deighton, Len. Fighter: The True Story of the Battle of Britain. London: Pimlico, 1996. Originally published: London : Jonathan Cape, 1977.) ISBN 0-7126-7423-3.
- Fighter, Len Deighton (Jonathan Cape, 1977)
- The Battle of Britain, T.C.G. James (Frank Cass, 2000)
- The Battle of Britain (His Majesty's Stationery Office, 1941)
- The Battle of Britain: The Jubilee History, Richard Hough and Denis Richards (Hodder and Stoughton, 1989)
- The Battle of Britain: The Greatest Battle in the History of Air Warfare, Richard Townshend Bickers (Salamander Books, 1999)
- The Battle of Britain: Dowding and the First Victory, 1940, John Ray (Arms and Armour, 1994)
- The Battle of Britain: July – October, 1940, David Alan Johnson (Combined Publishing, 1998)
- The Burning Blue, Ed. Paul Addison and Jeremy A. Crang (Pimlico, 2000)
- The Hardest Day, Alfred Price (Janes' Publishing, 1979)
- The Luftwaffe War Diaries, Cajus Bekker (Gerhard Stalling Verlag, 1964)
- The Luftwaffe 1933-1945: Strategy For Defeat, Williamson Murray (Quantum Publishing, 2003)
- The Most Dangerous Enemy, Stephen Bungay (Aurum, 2000)

### Film
- Slaget om England, United Artists 1969.